# Daniel Pfister
Daniel Pfister (Schwaz, 7 december 1986) is een Oostenrijkse rodelaar die meedoet aan internationale wedstrijden vanaf 2003. Hij won drie medailles op de wereldkampioenschappen rodelen: in 2009 brons (mixed team) en zilver (singles) en in 2007 brons bij de gemixte teams. In 2006 deed hij mee aan de Olympische Winterspelen; hij eindigde daar als dertiende in de singles.

## Resultaten

### Olympische Winterspelen
| Jaar | Plaats    | Resultaat       |
| ---- | --------- | --------------- |
| 2006 | Turijn    | 13e individeel  |
| 2010 | Vancouver | 6e individueel  |
| 2014 | Sotsji    | 15e individueel |